# فورت ویکتوریا (بریتیش کلمبیا)
فورت ویکتوریا (به انگلیسی: Fort Victoria) یک منطقهٔ مسکونی در کانادا است که در ویکتوریا، بریتیش کلمبیا واقع شده‌است.